# Plebejus aegidion
Plebejus aegidion är en fjärilsart som beskrevs av Gerhard 1853. Plebejus aegidion ingår i släktet Plebejus och familjen juvelvingar. Inga underarter finns listade i Catalogue of Life.